# Edward George Reinhard
Edward George Reinhard ( 1899 - 1958) fue un zoólogo de invertebrados, y algólogo estadounidense de origen alemán. Fue director del Departamento de biología en la Universidad Católica de América. Fue reconocido como autoridad en crustáceos parásitos, isópodos y Rhizocephala, y contribuciones significativas a la relación taxonomía y huésped-parásito en esos grupos. Sus trabajos se ocuparon de la historia de la investigación en parasitología.

## Algunas publicaciones
- 1958. Variation in Loxothylacus Panopaei (Gissler), a Common Sacculinid Parasite of Mud Crabs, with the Description of Loxothylacus Perarmatus, N. Sp. Vol. 6 of Collected reprints from the Department of Biology. Con Placidus G. Reischman. Ed. Catholic Univ. of America, 7 pp.

- 1958. Rhizocephala of the Family Peltogastridae Parasitic on West Indian Species of Galatheidae. Vol. 6 of Collected reprints from the Department of Biology. Ed. U.S. Gov. Print. Office, 13 pp.

- 1954. A Case of Conjoined Twins in Loxothylacus (Crustacea, Rhizocephala). Vol. 4 of Collected reprints from the Department of Biology. Ed. Catholic Univ. of America, 71 pp.

- 1952. Notes on Regeneration in the Rhizocephala (crustacea). Vol. 4 Collected reprints from the Department of Biology. Ed. Catholic Univ. of America, 108 pp.

- 1950. Two Species of Lernaeodiscus (crustacea: Rhizocephala) from North Carolina and Florida. Vol. 3 of Collected reprints from the Department of Biology. Ed. Catholic Univ. of America, 132 pp.

## Honores
- 1953: Pte. de la Sociedad Helmintológica de Washington, y editor de sus Actas 1948-1951
- La abreviatura «E.G.Reinhard» se emplea para indicar a Edward George Reinhard como autoridad en la descripción y clasificación científica de los vegetales.[3]